# 科莫罗
科莫罗，是匈牙利索博尔奇-索特马尔-贝拉格州所辖的一个村。总面积11.69平方公里，总人口1300，人口密度111.2人/平方公里（2011年1月1日）。